# Kreissparkasse Schlüchtern
Die Kreissparkasse Schlüchtern ist eine Sparkasse in Hessen mit Sitz in Schlüchtern. Sie ist eine Anstalt des öffentlichen Rechts.

## Geschäftsgebiet und Träger
Das Geschäftsgebiet der Kreissparkasse Schlüchtern umfasst den früheren Landkreis Schlüchtern als Teil des heutigen Main-Kinzig-Kreises. Träger der Kreissparkasse Schlüchtern ist der Main-Kinzig-Kreis.

## Geschäftszahlen
Die Kreissparkasse Schlüchtern wies im Geschäftsjahr 2023 eine Bilanzsumme von 705,77 Mio. Euro aus und verfügte über Kundeneinlagen von 583,92 Mio. Euro. Gemäß der Sparkassenrangliste 2023 liegt sie nach Bilanzsumme auf Rang 338. Sie unterhält 5 Filialen/Selbstbedienungsstandorte und beschäftigt 116 Mitarbeiter.

## Sparkassen-Finanzgruppe
Die Kreissparkasse Schlüchtern ist Teil der Sparkassen-Finanzgruppe und gehört damit auch ihrem Haftungsverbund an. Er sichert den Bestand der Institute und sorgt dafür, dass sie auch im Fall der Insolvenz einzelner Sparkassen alle Verbindlichkeiten erfüllen können. Die Sparkasse vermittelt Bausparverträge der regionalen Landesbausparkasse, offene Investmentfonds der Deka und Versicherungen der SV SparkassenVersicherung. Im Bereich des Leasing arbeitet die Kreissparkasse Schlüchtern mit der  Deutschen Leasing zusammen. Die Funktion der Sparkassenzentralbank nimmt die Landesbank Hessen-Thüringen wahr.